# Château de Marigny (Marigny)
Pour le château situé à Fleurville, voir Château de Marigny (Fleurville).
Le château de Marigny est situé sur la commune de Marigny en Saône-et-Loire, au sommet d'une colline au sud du village.
Il fait l’objet d'une inscription au titre des monuments historiques depuis juillet 1990 et d'un classement au même titre depuis février 1996.

## Historique
Le château d'origine date du début du XIIe siècle ; il n'en reste que le donjon.
Des bâtiments d'habitations ont été ajoutés au XIXe siècle.

## Description
Ce château de plan en U, aux ailes en retour inégales, entouré d'une enceinte et conciergerie encore visibles. A l'est, constitué par un corps de logis principal se trouve un barlong de trois étages à toiture à pans. Accosté à l'ouest par un donjon rectangulaire crénelé, lui-même accolé par une courtine en galerie jusqu'à une tourelle d'angle W. Permettant d'accéder en équerre par un petit pont levis, au 1er étage d'une tour carrée romane isolée au nord de l'édifice, avec sa toiture à pans, et escaliers aménagés dans l'épaisseur de ses murs desservant ainsi ses trois niveaux. Le haut donjon principal circulaire, qui a perdu ses trois planchers, est accolé hors œuvre au sud et au centre de cette courtine - galerie.

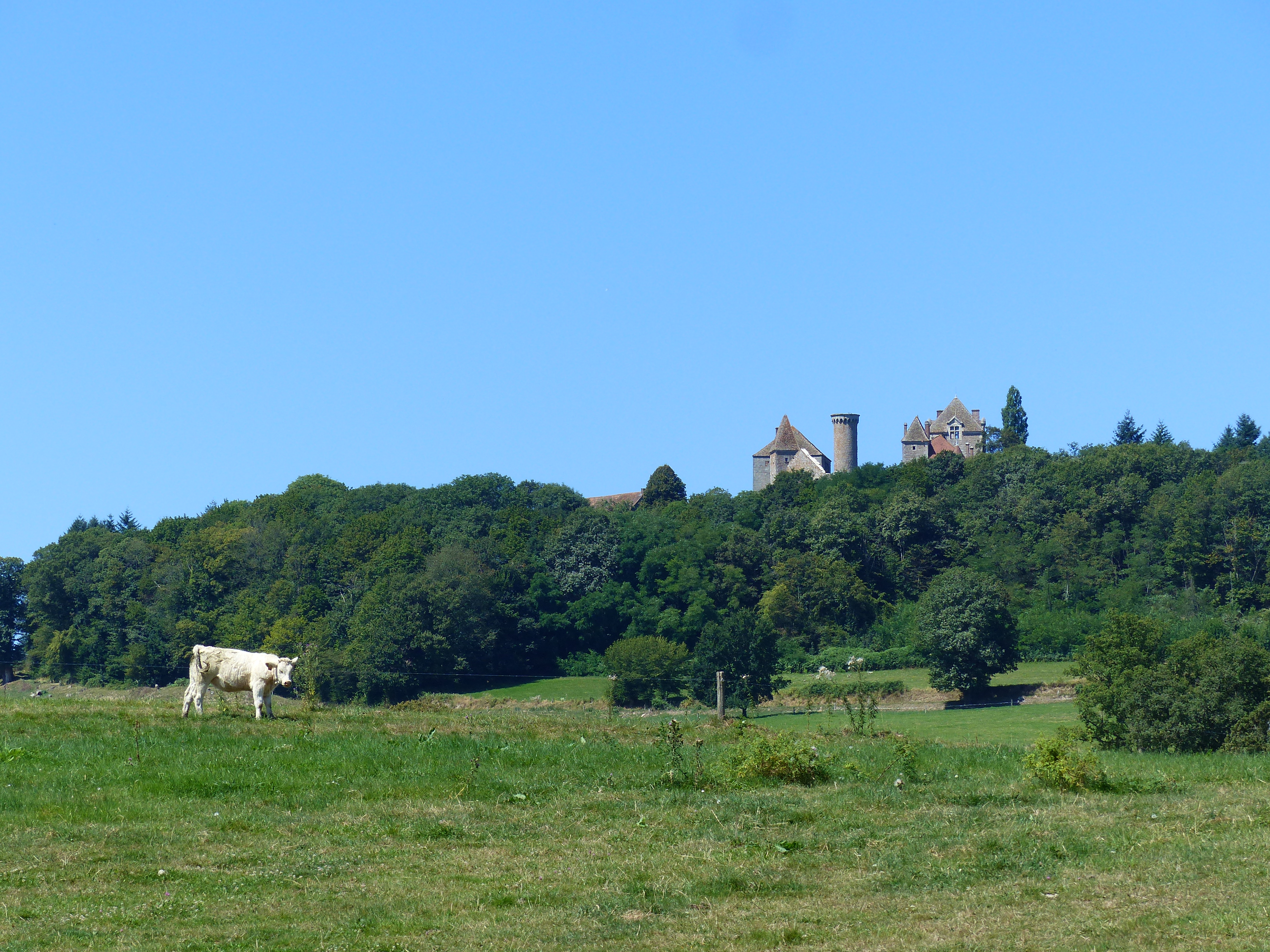
Vue d'ensemble